# Portland Trail Blazers 1996-1997
La stagione 1996-97 dei Portland Trail Blazers fu la 27ª nella NBA per la franchigia.
I Portland Trail Blazers arrivarono terzi nella Pacific Division della Western Conference con un record di 49-33. Nei play-off persero al primo turno con i Los Angeles Lakers (3-1).

## Roster
| N° | Naz.                   | Ruolo | Sportivo            | Anno | Alt. | Peso |
| -- | ---------------------- | ----- | ------------------- | ---- | ---- | ---- |
| 2  | Stati Uniti (bandiera) | GA    | Stacey Augmon       | 1968 | 198  | 93   |
| 3  | Stati Uniti (bandiera) | AC    | Clifford Robinson   | 1966 | 208  | 102  |
| 4  | Stati Uniti (bandiera) | G     | Marcus Brown        | 1974 | 191  | 84   |
| 5  | Stati Uniti (bandiera) | AC    | Jermaine O'Neal     | 1978 | 211  | 103  |
| 6  | Stati Uniti (bandiera) | GA    | Mitchell Butler     | 1970 | 196  | 95   |
| 7  | Stati Uniti (bandiera) | G     | Kenny Anderson      | 1970 | 183  | 76   |
| 8  | Stati Uniti (bandiera) | G     | Ennis Whatley       | 1962 | 191  | 80   |
| 9  | Stati Uniti (bandiera) | G     | Ruben Nembhard      | 1972 | 191  | 94   |
| 10 | Stati Uniti (bandiera) | A     | Dontonio Wingfield  | 1974 | 203  | 116  |
| 11 | Lituania (bandiera)    | C     | Arvydas Sabonis     | 1964 | 221  | 127  |
| 12 | Stati Uniti (bandiera) | G     | Randolph Childress  | 1972 | 188  | 85   |
| 19 | Jugoslavia (bandiera)  | G     | Aleksandar Đorđević | 1967 | 188  | 90   |
| 20 | Stati Uniti (bandiera) | C     | Chris Dudley        | 1965 | 211  | 107  |
| 21 | Stati Uniti (bandiera) | G     | Rumeal Robinson     | 1966 | 188  | 88   |
| 23 | Stati Uniti (bandiera) | G     | Aaron McKie         | 1972 | 196  | 95   |
| 30 | Stati Uniti (bandiera) | AC    | Rasheed Wallace     | 1974 | 208  | 102  |
| 31 | Stati Uniti (bandiera) | G     | Reggie Jordan       | 1968 | 193  | 88   |
| 33 | Stati Uniti (bandiera) | A     | Gary Trent          | 1974 | 203  | 113  |
| 34 | Stati Uniti (bandiera) | G     | Isaiah Rider        | 1971 | 196  | 98   |

## Staff tecnico
- Allenatore: P.J. Carlesimo
- Vice-allenatori: Rick Carlisle, Dick Harter, Elston Turner